# Afonso Figueiredo
Afonso Mendes Ribeiro de Figueiredo (Lisbona, 6 gennaio 1993) è un ex calciatore portoghese, di ruolo difensore.

## Caratteristiche tecniche
Gioca come terzino sinistro.